# Фикс, Ольга Голда
Ольга Голда Фикс (при рождении Фикс, Ольга Владимировна) (род. 23 ноября 1965, Москва) — российская и израильская писательница.

## Биография
Мать, Фикс Мая Григорьевна, врач-психиатр. Отец — известный переводчик и литературовед Владимир Михайлович Россельс, племянник адвоката В.Л. Россельса (прототип главного героя фильма «Защитник Седов»). Родители в браке не состояли, но отец участвовал в воспитании поздней внебрачной дочери, приносил книги, помогал выработать литературный вкус, редактировал первые литературные опыты. Кроме того, отец часто забирал дочь к себе на свою знаменитую писательскую дачу на Красной Пахре, где бывали в гостях Белла Ахмадуллина, Евгений Евтушенко, Вениамин Смехов и др.
Училась в специальной английской школе, с детства много читала на двух языках. Интересовалась ивритом, подростком учила его в подпольных группах, организованных отказниками. После восьмого класса уехала в деревню, поступила в сельскохозяйственный техникум, получила диплом ветеринарного фельдшера, работала на ферме. Впоследствии закончила Московскую Ветеринарную Академию им. К. И. Скрябина и медицинское училище по специальности «акушерка».
С 1988-года состояла в ЛИТО «Черновик» под руководством писателя-фантаста Александра Бородыни. Из этого ЛИТО вышли Баян Ширянов, Нина Васина, Кац (К.И.Якимец).
В 1989-м-году поступила в Литературный институт, на отделение прозы, семинар Анатолия Приставкина. Участвовала также в работе семинара по детской литературе под руководством Романа Сефа и Сергея Иванова.
С 2006-го года живет в Израиле в городе Маале-Адумим. Работает медсестрой в акушерском отделении больницы Шаарей-Цедек. Разведена, мать пятерых детей.

## Творчество
Первая публикация произошла в 1990-м году в журнале «Мы» - рассказ «Ярко-красные яблоки».
В 1997-м году в издательстве «Эксмо» вышел роман «Вкус запретного плода» под псевдонимом Анастасия Орехова. В течение ряда лет в еврейской периодике Москвы и Петербурга выходили статьи, рассказы и сказки.
Роман «Институт репродукции» вошел в 2015-м году на правах рукописи в лонг-лист «Русской премии».
Лауреат международного поэтического конкурса «Дорога к храму» в 2015-м году в Иерусалиме.
В 2019-м году финалист конкурса издательства «Росмэн» «Новая детская книга» со сказкой для младшего возраста «Один день из жизни Дракоши».
В 2014-м году в израильском журнале «22» опубликована повесть «Моя подружка смерть».
В 2018-2019 годах издательство «Время» выпустило три романа-фэнтези для янг-эдалт «Улыбка химеры» (топ-лист выставки Non-fiction 2018, лонг-лист премии имени Стругацких), «Темное дитя» и «Сказка о городе Горечанске», снискавшие положительные отзывы критиков.
Ряд повестей и рассказов были опубликованы в «Иерусалимском журнале».
Есть в библиографии Ольги и переводы, в частности, книга Вильяма А. Инглинга «Экстренная гомеопатическая помощь в акушерстве».

## Произведения

### На русском
- Ольга Фикс. Ярко-красные яблоки // Мы : литературный журнал для подростков. — Москва, 1990. — № 2. — С. 99-101.
- Ольга Фикс. Тряпичная душа // Иерусалимский журнал : литературный журнал. — Иерусалим, 2016. — 26 марта (№ 53).
- Ольга Фикс. Бедная Лиза // Иерусалимский журнал : литературный журнал. — Иерусалим, 2016. — 26 марта (№ 54).
- Ольга Фикс. Моя подружка смерть // 22 (журнал) : литературный журнал. — Тель-Авив, 2016. — № 176.
- Фикс Ольга Владимировна. Институт репродукции. — М.: Издательские решения, 2016. — ISBN 9785448326615.
- Ольга Фикс. Улыбка химеры. — М.: Время, 2018. — 352 с. — 3000 экз. — ISBN 978-5-9691-1755-6.
- Фикс Ольга Владимировна. Тёмное дитя. — М.: Время, 2019. — 320 с. — (Время - юность!). — ISBN 978-5-9691-1846-1.
- Фикс Ольга Владимировна. Сказка о городе Горечанске. — М.: Время, 2020. — 304 с. — (Время - юность!). — ISBN 978-5-9691-1922-2.
- Фикс О. Один день из жизни дракоши. — М.: Росмэн, 2022. — 32 с. — (Новая детская книга). — 5000 экз. — ISBN 978-5-353-10334-9.
- Фикс, Ольга. Крольчатник. — М.: АСТ, 2024. — 544 с. — (Люди, которые всегда со мной). — 2000 экз. — ISBN 978-5-17-160750-0.

### Переводы
- Вильям А. Инглинг. Переводчики Ольга Фикс, Яаков Синичкин, А. Членова. Экстренная гомеопатическая помощь в акушерстве = The Accoucheur's Emergency Manual. — М.: Ресурс. — 200 с. — ISBN 978-5-905392-04-7.